# Gol Tappeh (ort i Zanjan, lat 36,59, long 48,11)
Gol Tappeh (persiska: گل تپّه) är en ort i Iran.   Den ligger i provinsen Zanjan, i den nordvästra delen av landet, 300 km väster om huvudstaden Teheran. Gol Tappeh ligger 1 998 meter över havet och antalet invånare är 857.
Terrängen runt Gol Tappeh är kuperad norrut, men söderut är den platt.Runt Gol Tappeh är det ganska glesbefolkat, med 47 invånare per kvadratkilometer. Närmaste större samhälle är Gūyjeh Qayah, 17,5 km öster om Gol Tappeh. Trakten runt Gol Tappeh består i huvudsak av gräsmarker.